# Impasse Carrière-Mainguet
L'impasse Carrière-Mainguet est une voie du 11e arrondissement de Paris, en France.

## Situation et accès
L'impasse Carrière-Mainguet est une voie publique située dans le 11e arrondissement de Paris. Elle débute au 44, rue Émile-Lepeu et rue Carrière-Mainguet et se termine en impasse.

## Origine du nom

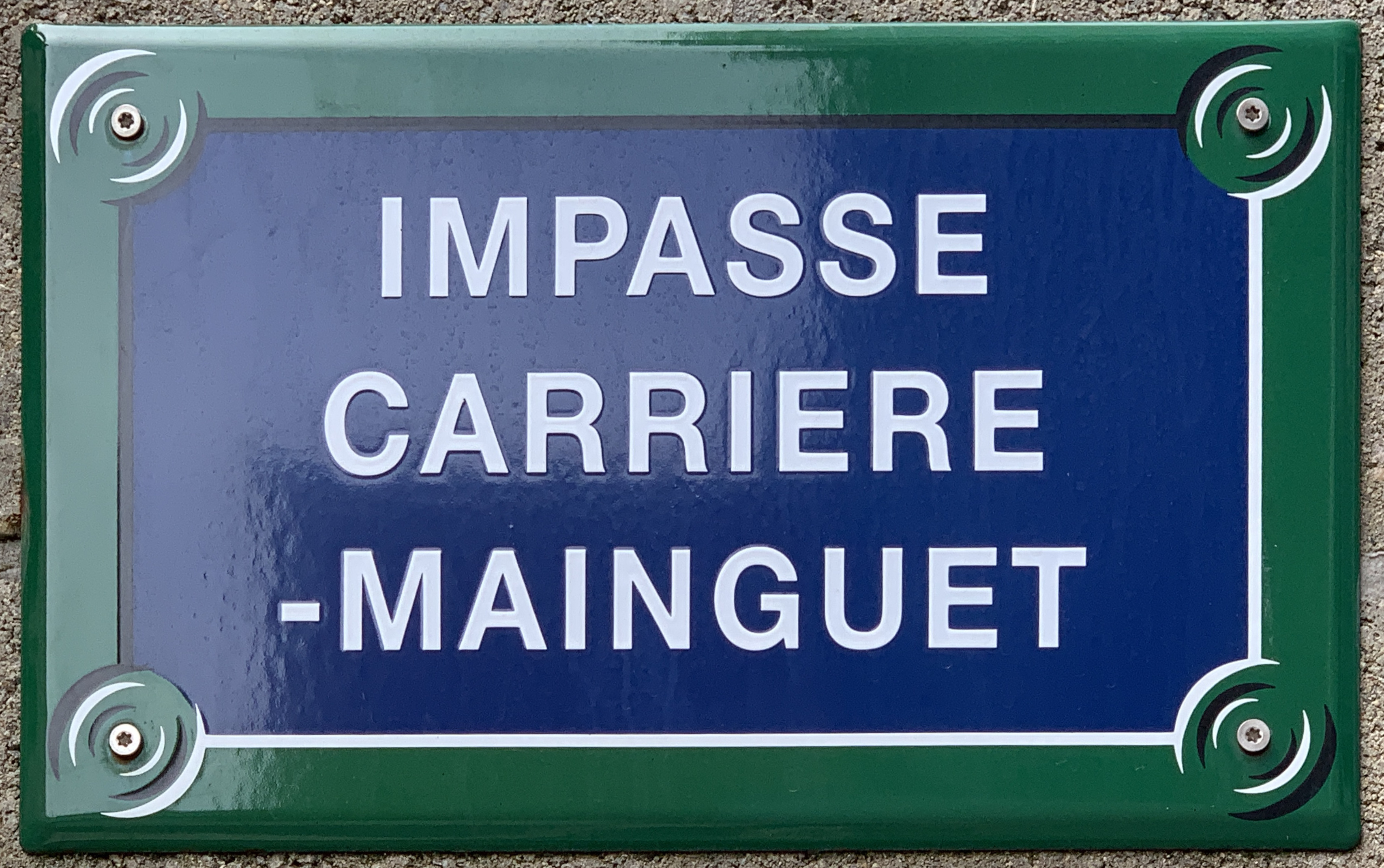
Plaque de l'impasse.

La voie tire son nom de celui de deux anciens propriétaires, MM. Carrière et Mainguet.

## Historique
Cette voie, qui était précédemment nommée « impasse Carrière », a pris sa dénomination actuelle par arrêté municipal du 29 juin 1994.